# モハメド・シマカン
モハメド・シマカン（Mohamed Simakan, 2000年5月3日 - ）は、フランス・ブーシュ＝デュ＝ローヌ県マルセイユ出身のサッカー選手。サウジ・プロフェッショナルリーグ・アル・ナスルFC所属。ポジションはDF。

## クラブ経歴
ユース時代は数々のチームを渡り歩き、2011年から3年間は地元のオリンピック・マルセイユのユースチームに在籍したこともあったものの、チームの方針と合わずに退団。2017年にRCストラスブールと契約し、プロキャリアが開始。Bチームで2年間プレーした後、2018-19シーズン終盤にトップチームに昇格。リーグ・アンでのデビュー当初から逸材として注目を集める。2019-20シーズンよりトップチームに定着。先発にも定着し、評価も急上昇。2021年1月にはチェルシーFCをはじめ、ACミランやリヴァプールFCにRBライプツィヒなどが、シマカンの獲得を目指していると報じられ、中でもミランへの移籍が間近とも報じられていた。
そんな中、2021年3月にRBライプツィヒがシマカンとの契約に近づいていると報じられ、同月22日に5年契約を締結。2021-22シーズンより加入することが発表された。
2024年9月2日、アル・ナスルFCに移籍した。